# Thecla gauna
Thecla gauna är en fjärilsart som beskrevs av Jean Baptiste Boisduval 1870. Thecla gauna ingår i släktet Thecla och familjen juvelvingar. Inga underarter finns listade i Catalogue of Life.